# Volkswagen Nutzfahrzeuge
 (mai 2018).
Si vous disposez d'ouvrages ou d'articles de référence ou si vous connaissez des sites web de qualité traitant du thème abordé ici, merci de compléter l'article en donnant les références utiles à sa vérifiabilité et en les liant à la section « Notes et références ».
Volkswagen Nutzfahrzeuge, en français Volkswagen Utilitaires est responsable de la production des véhicules commerciaux du groupe Volkswagen. Aujourd'hui la gamme comprend des véhicules utilitaires légers: camionnettes et pick-ups de la marque Volkswagen Commercial Vehicles. À l'origine partie de Volkswagen automobiles, elle opère comme marque séparée depuis 1995.

## Histoire
L'histoire de la production de véhicules utilitaires chez Volkswagen a débuté en 1950 avec le début de la production en série du Volkswagen Transporter, connu en interne sous le nom de Type 2, communément appelé VW Combi. Le Type 2 a été produit aux côtés de la Coccinelle à Wolfsburg. L'usine VW de Wolfsburg s'est rapidement avérée trop petite pour la production supplémentaire de camionnettes. Une nouvelle usine a été recherchée et s'est retrouvée dans le quartier Hanovrien de Stöcken. La nouvelle usine de Hanovre a débuté la production en 1956.

## Galerie de véhicules

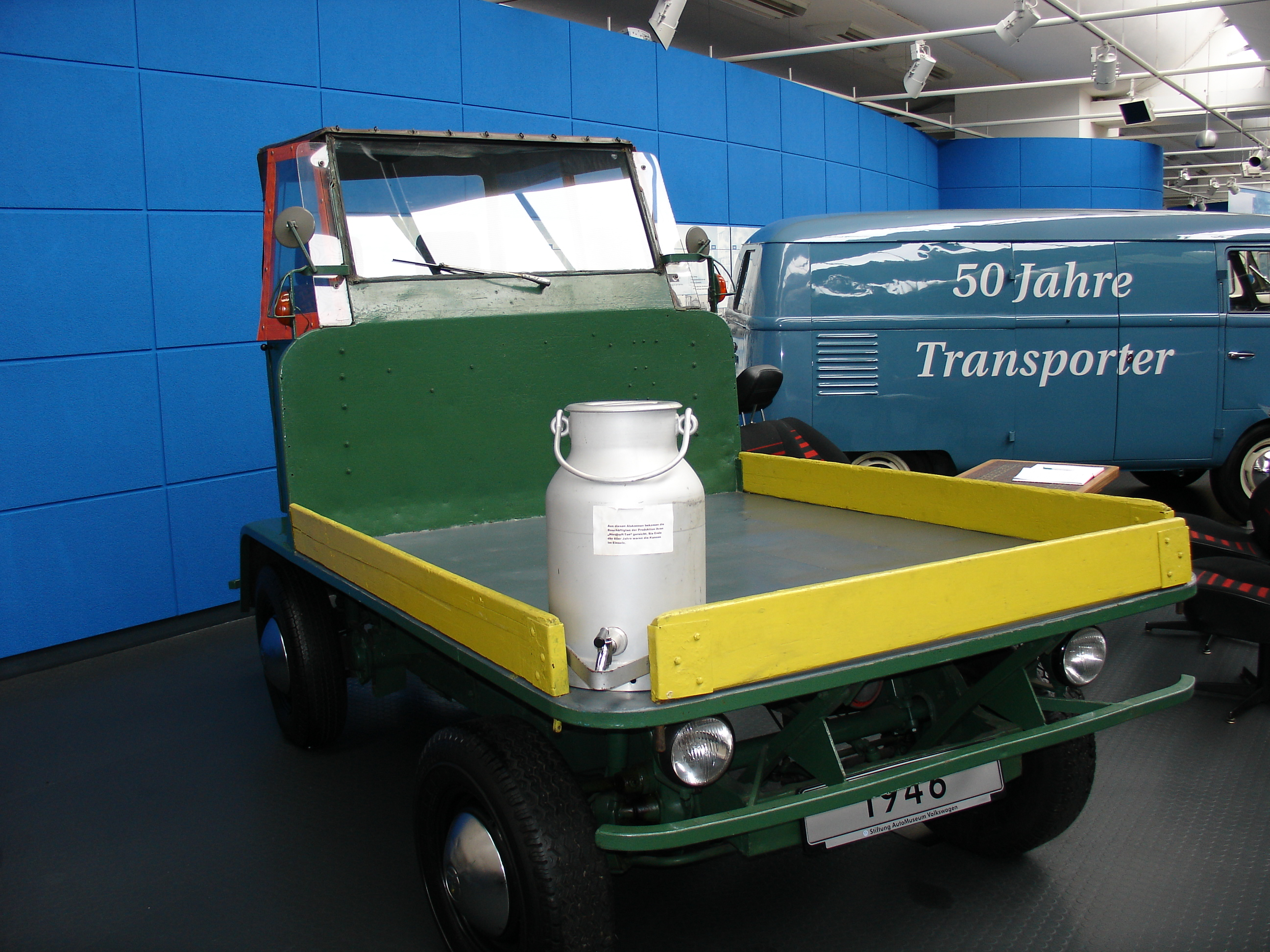
1947 Volkswagen Plattenwagen
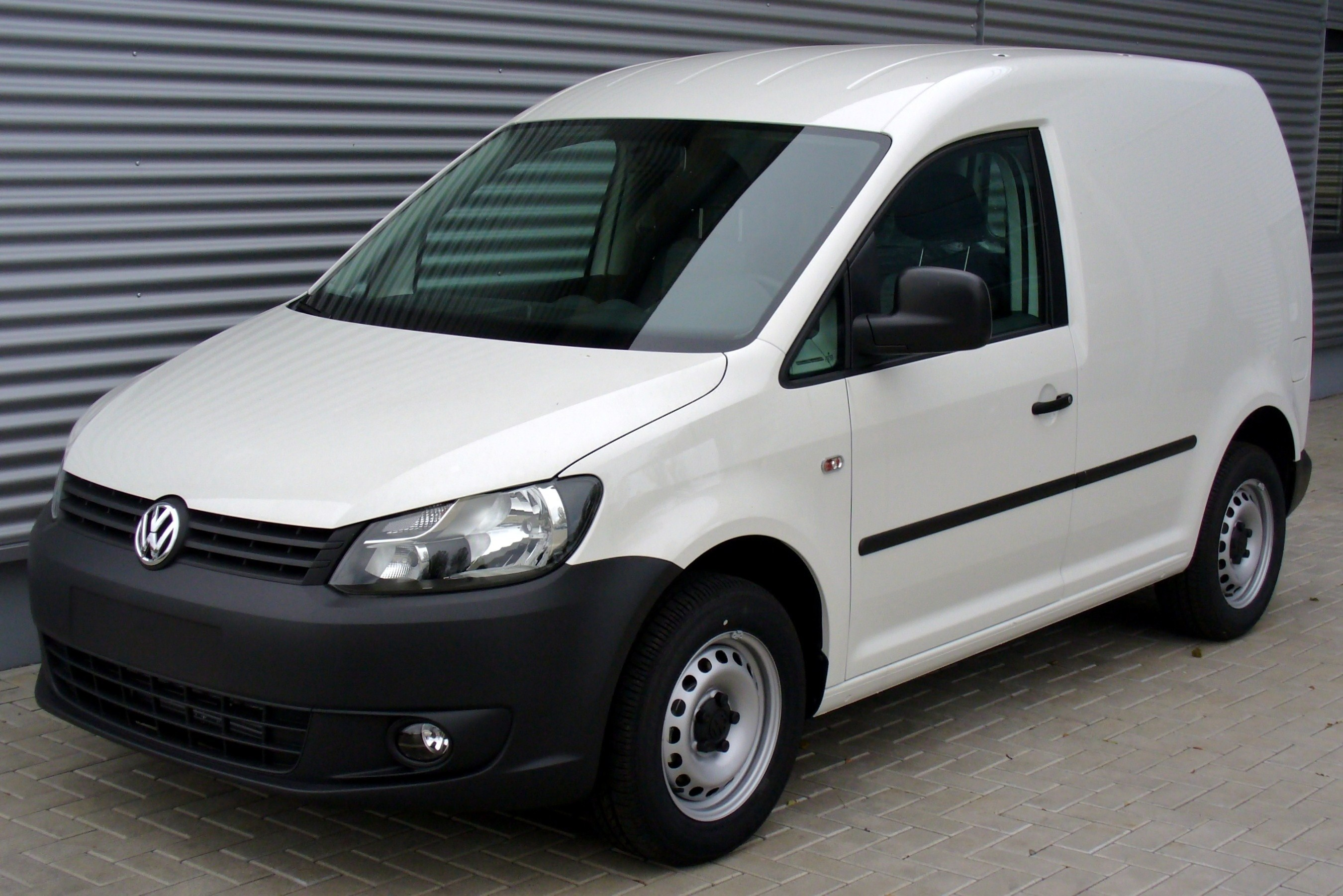
Caddy (Typ 2K) 2005—present
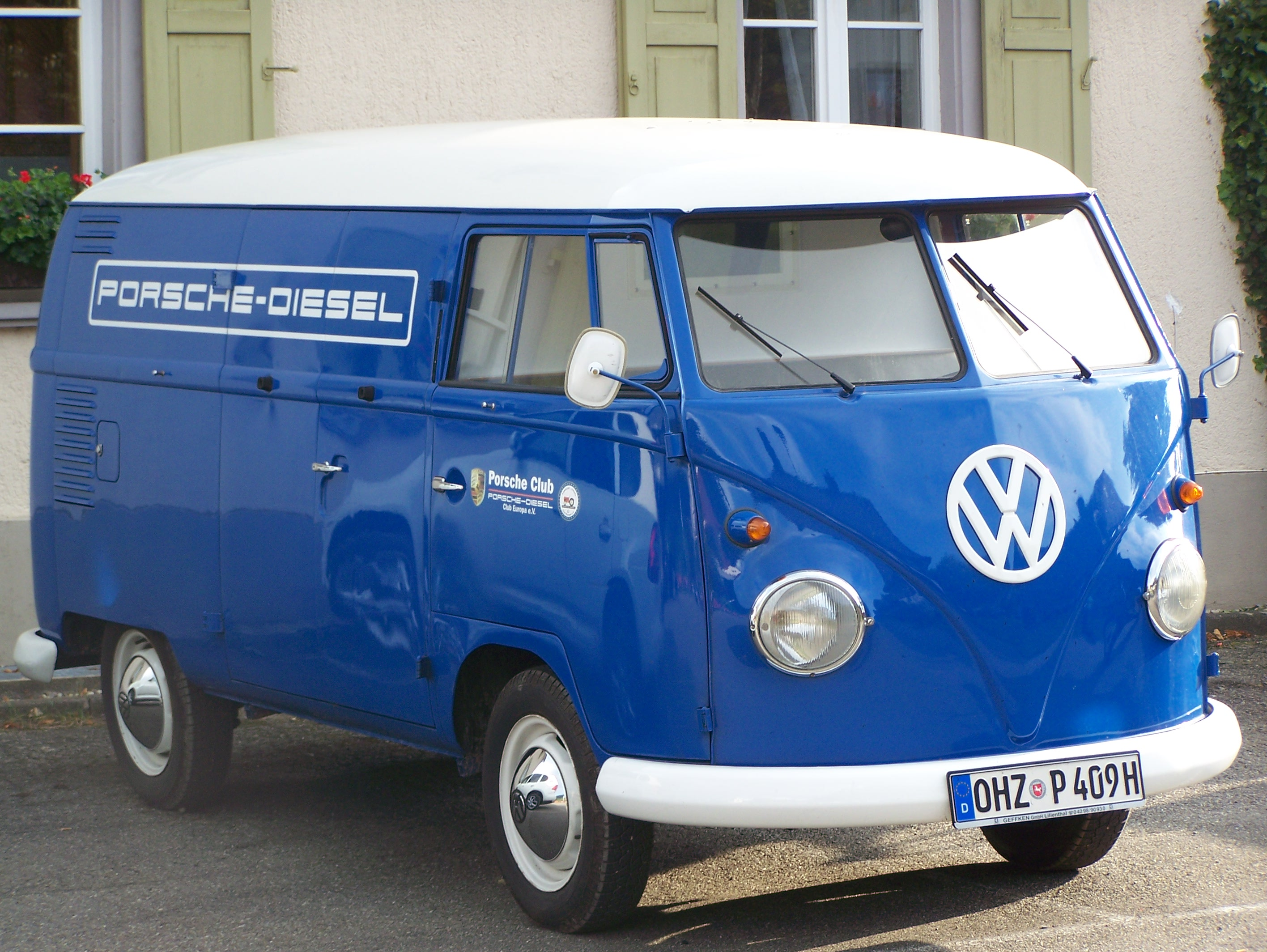
T1 Transporter / Microbus 1950-1967
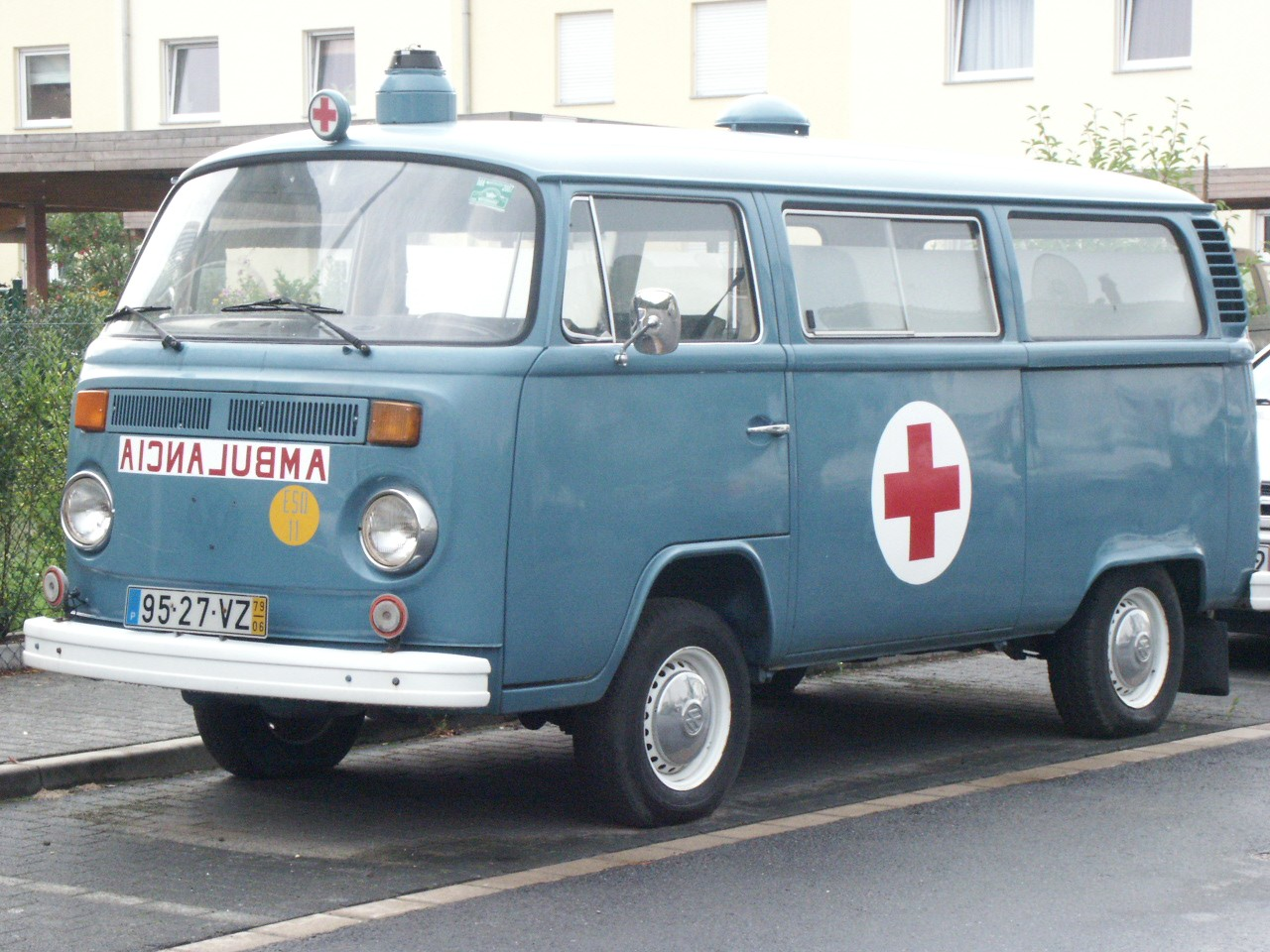
T2 Transporter / Microbus 1967—1979
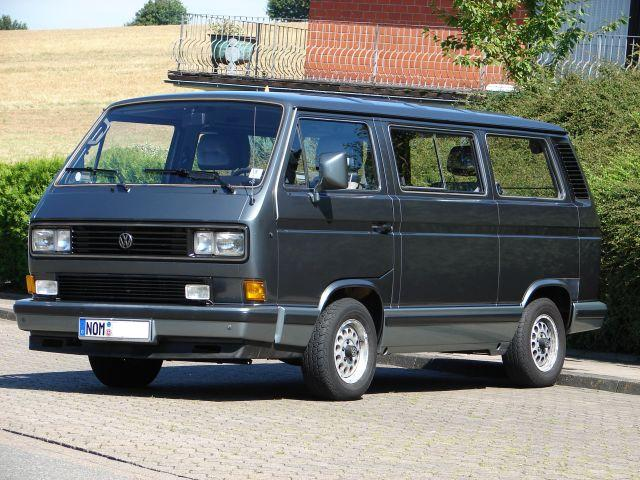
T3 Transporter / Caravelle / Vanagon 1979—1990
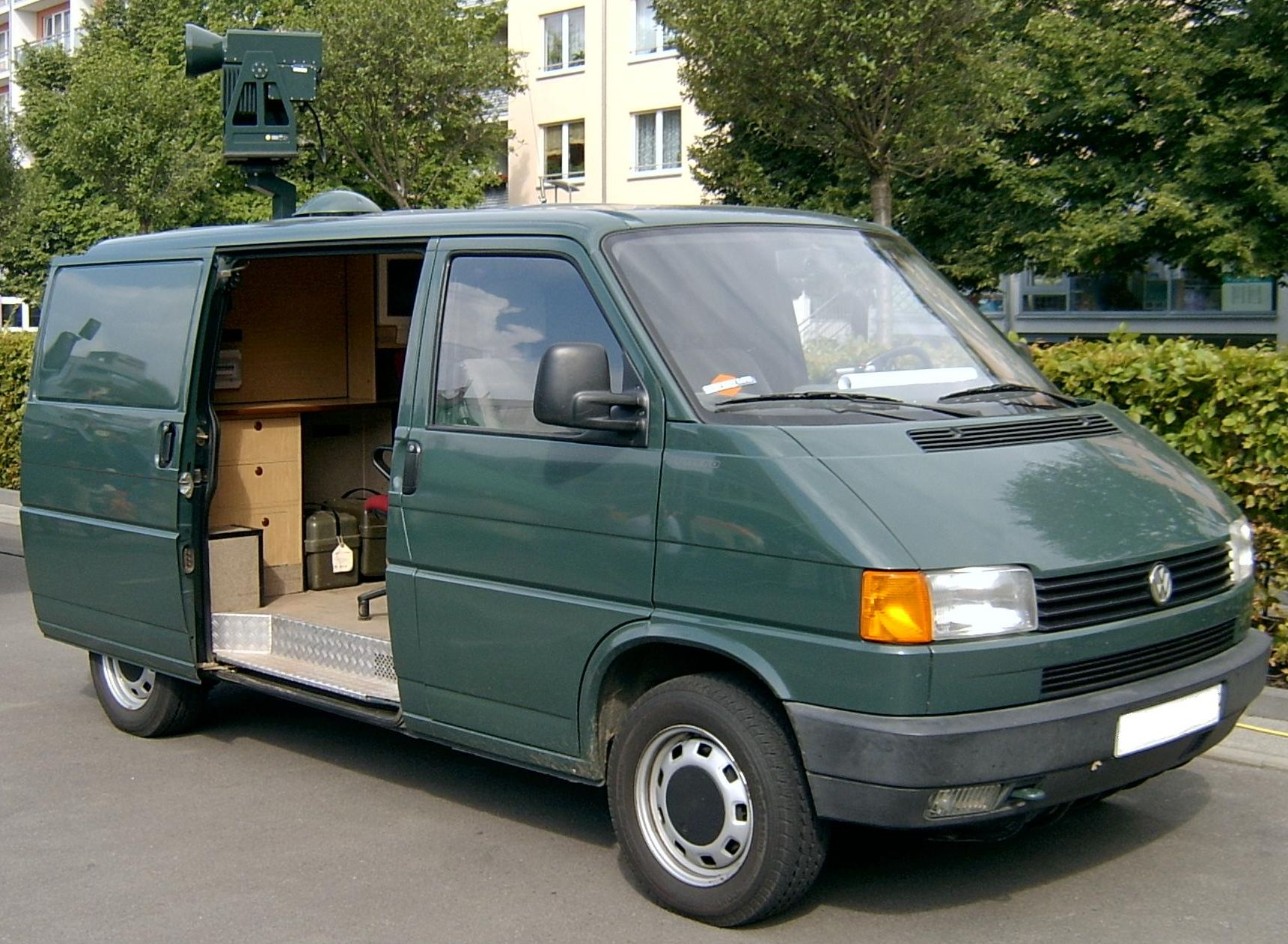
T4 Transporter / Caravelle / Eurovan 1990—2003
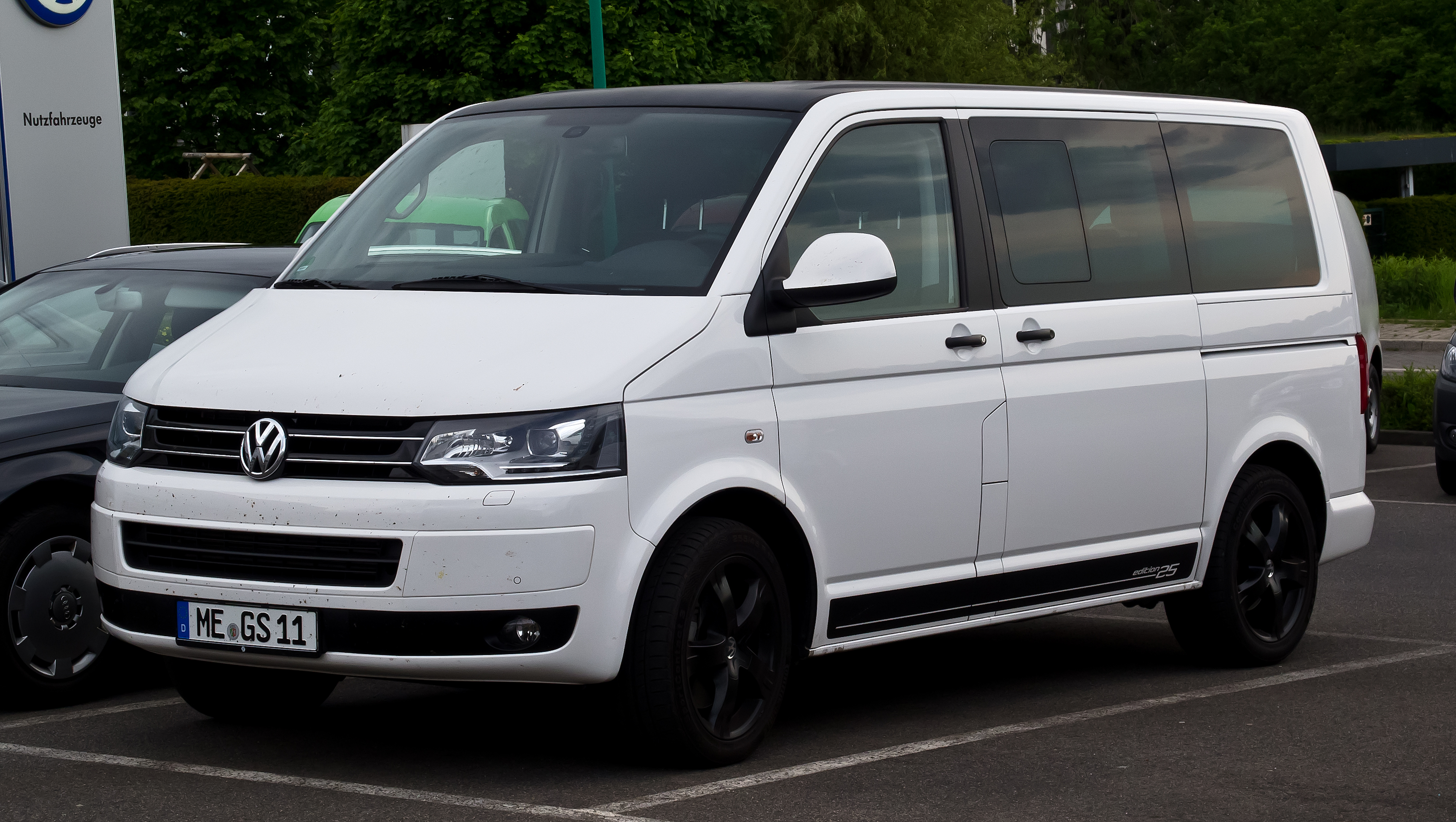
T5 Transporter / Caravelle / Multivan 2003—2015
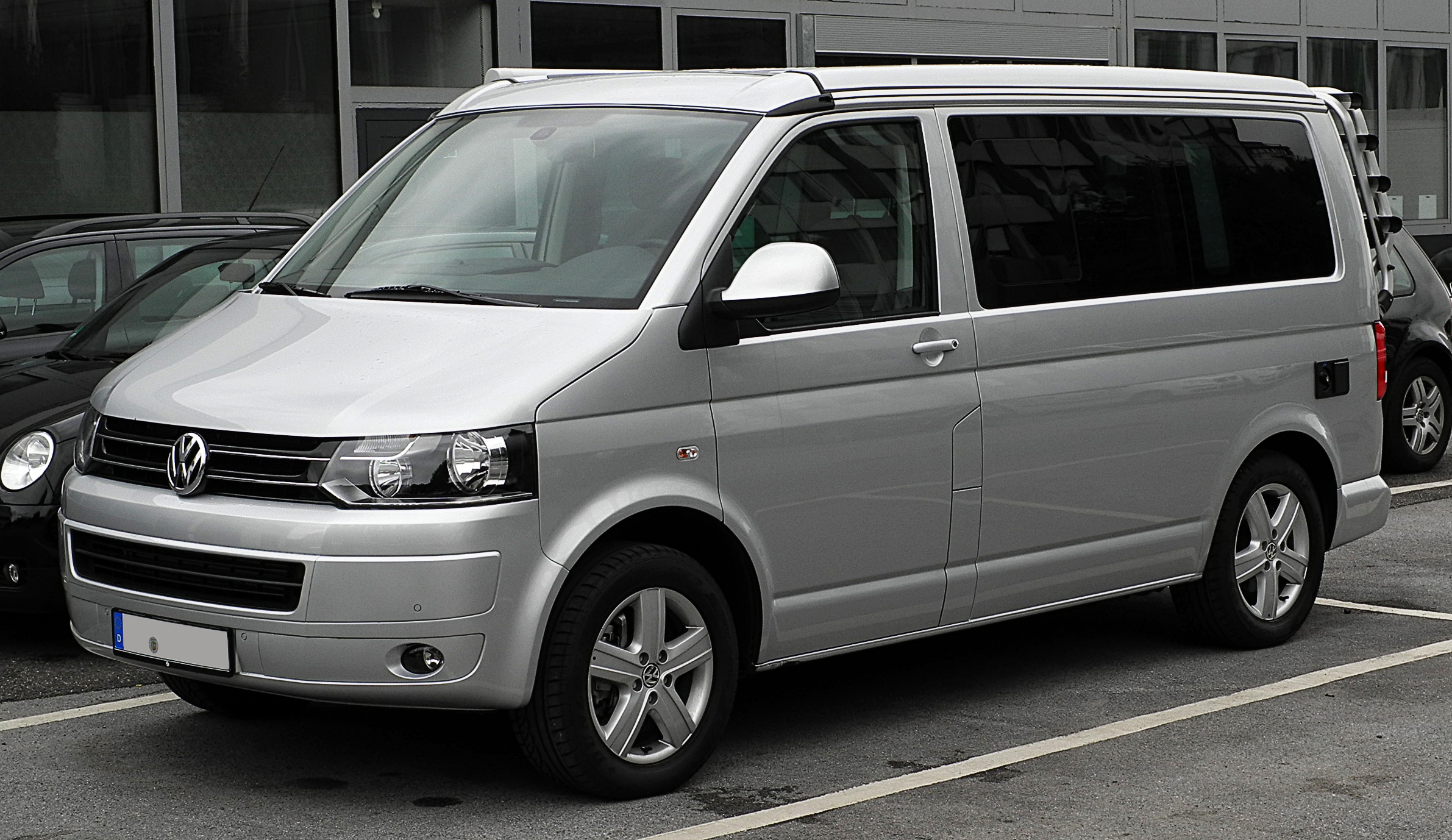
T5 California 2005—2015
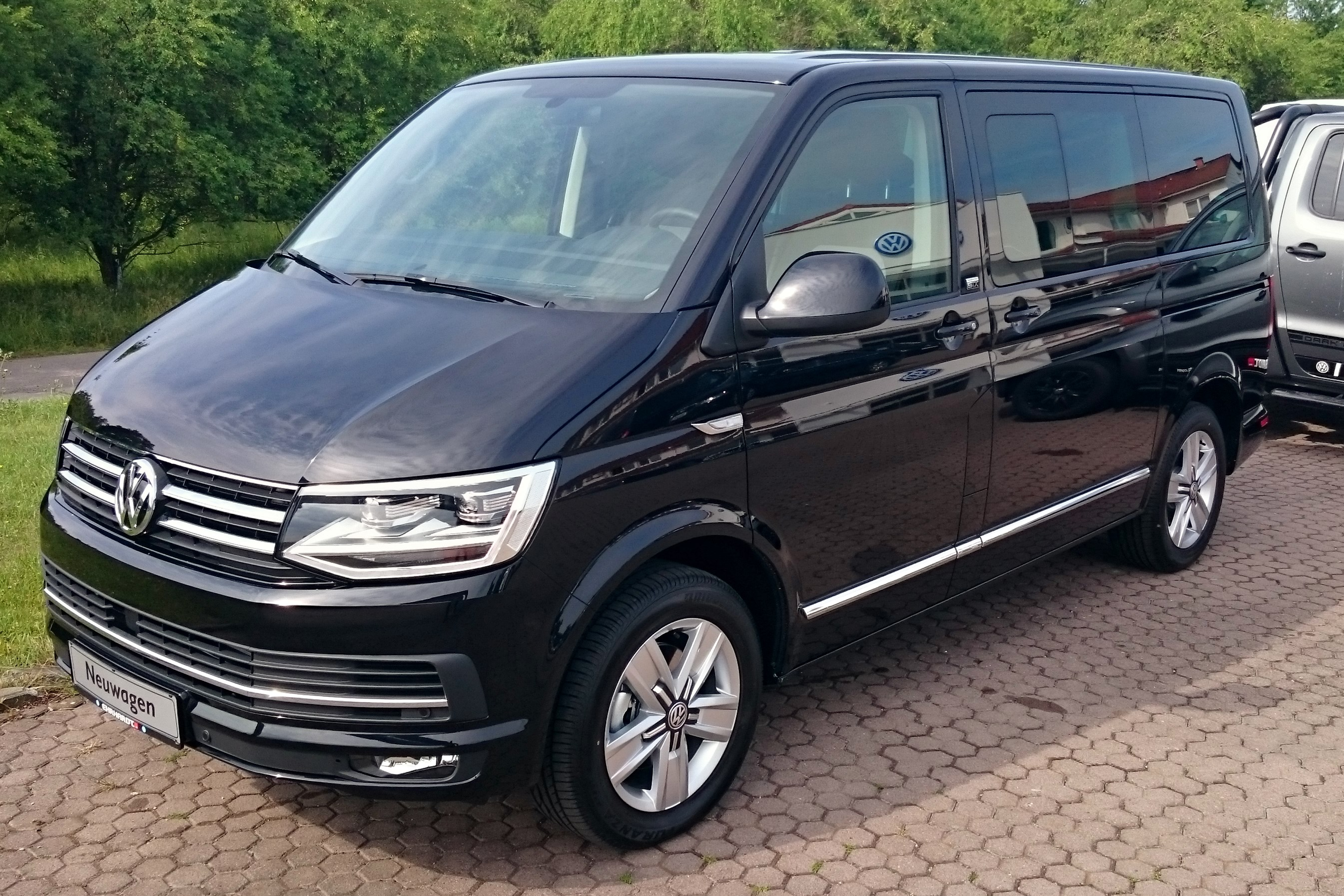
T6 Transporter / Caravelle / Multivan 2015–present
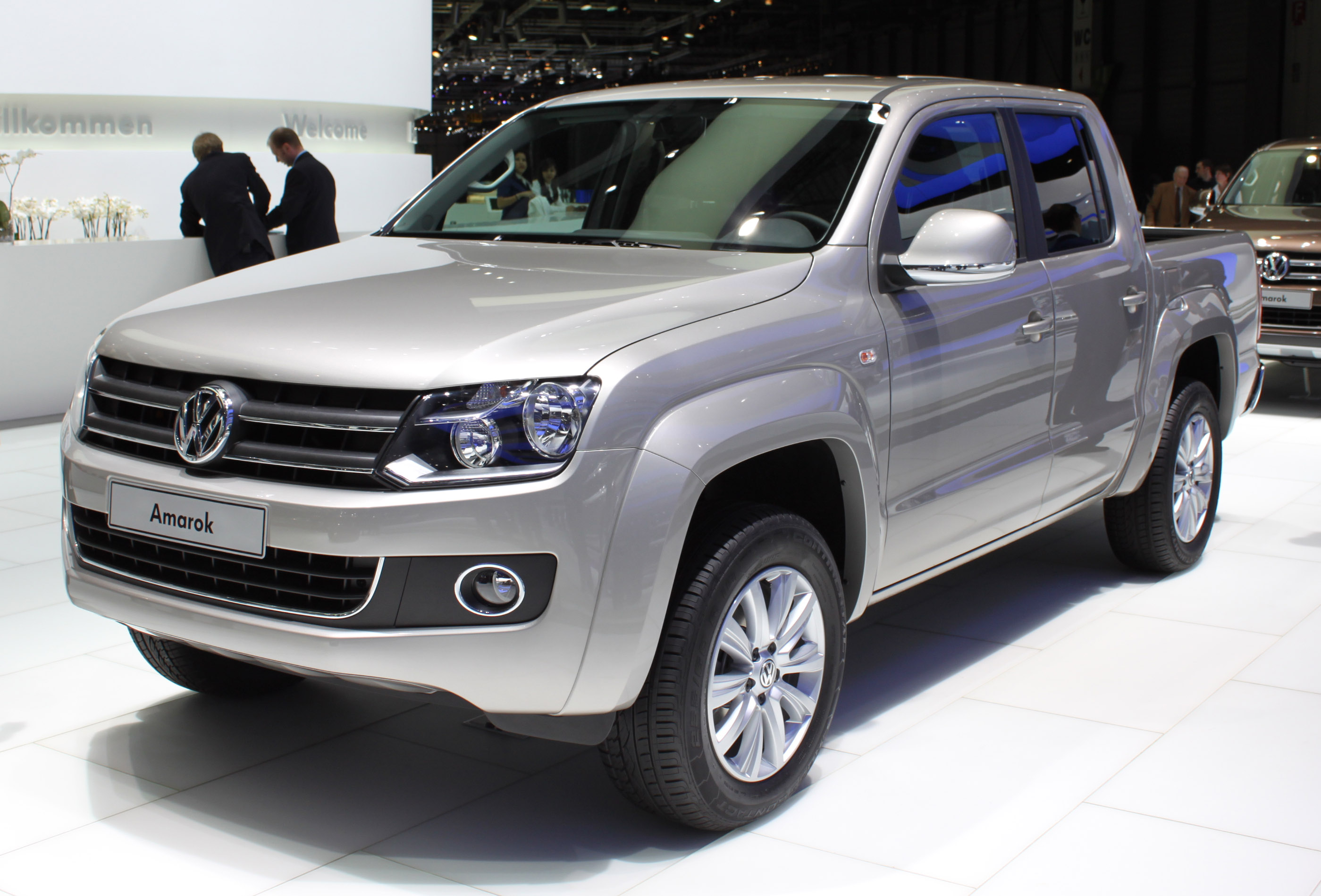
Amarok 2010–present
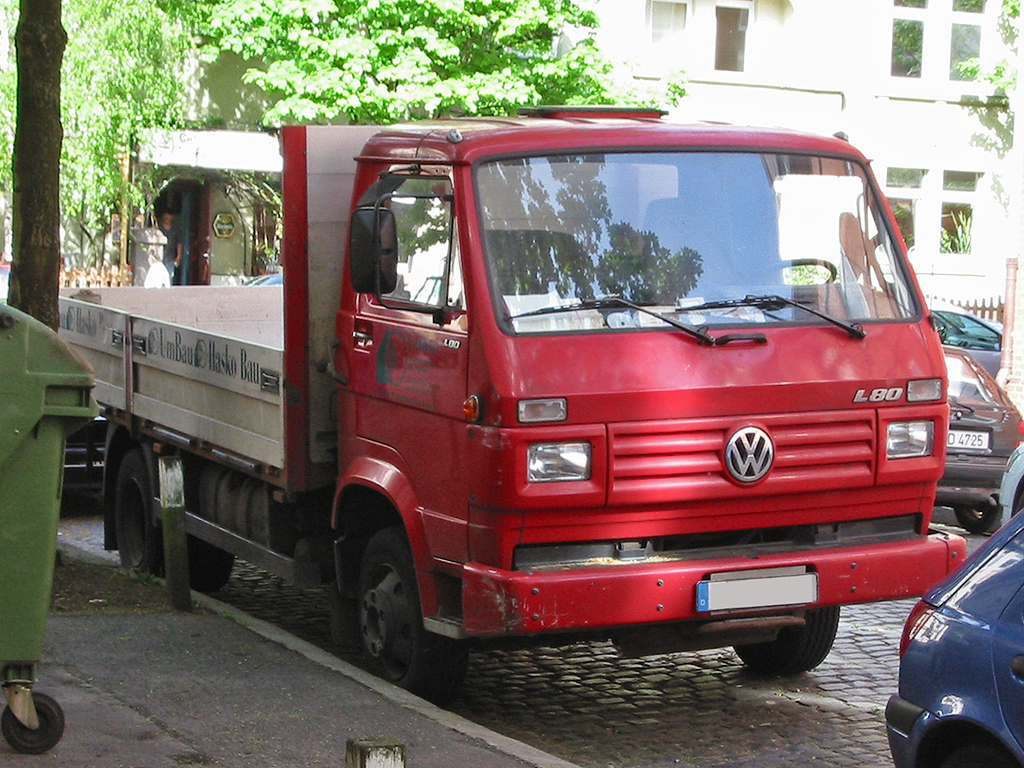
L80 1994-2000
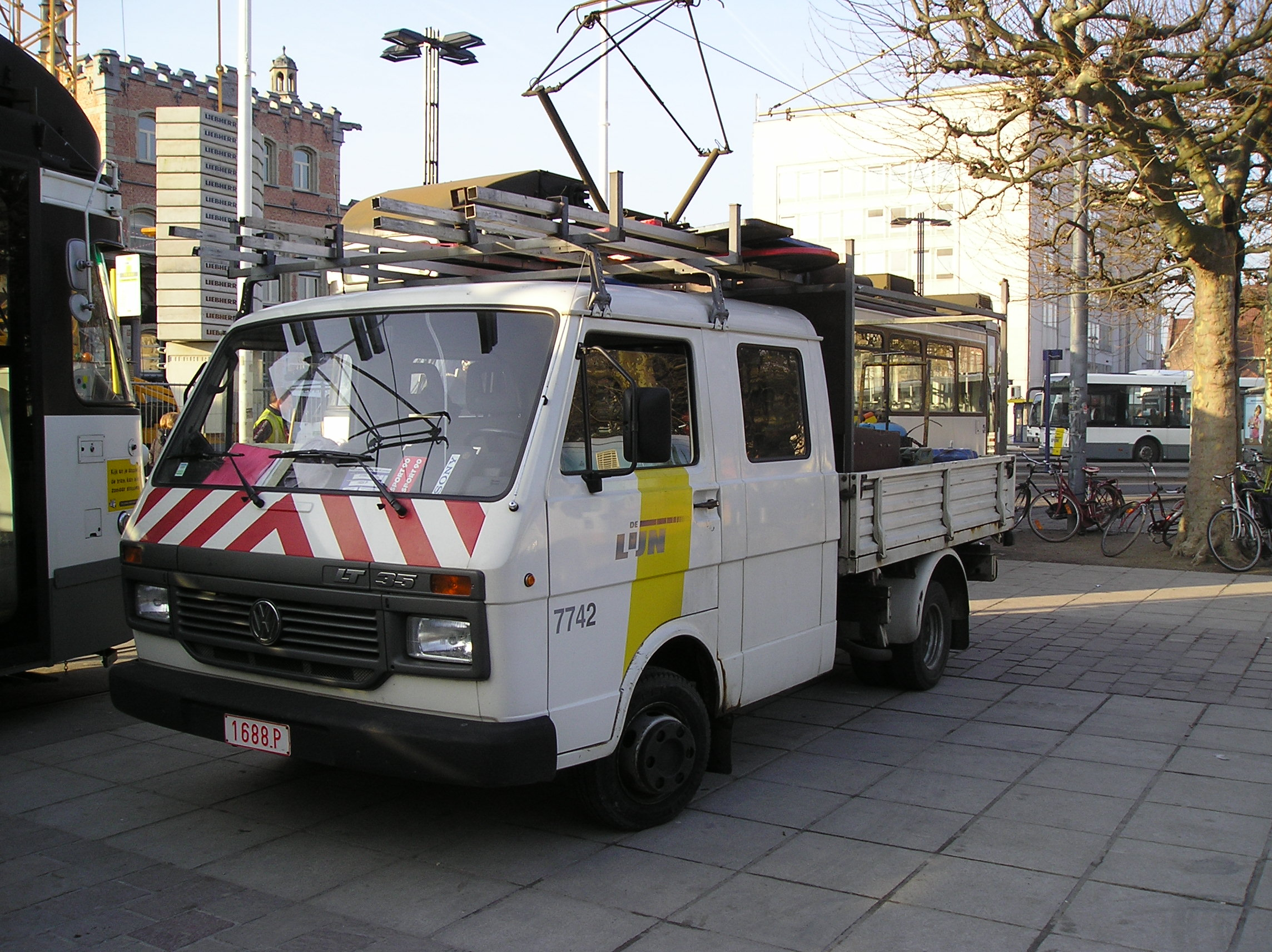
1993 LT Mk1 facelift 1993—1996
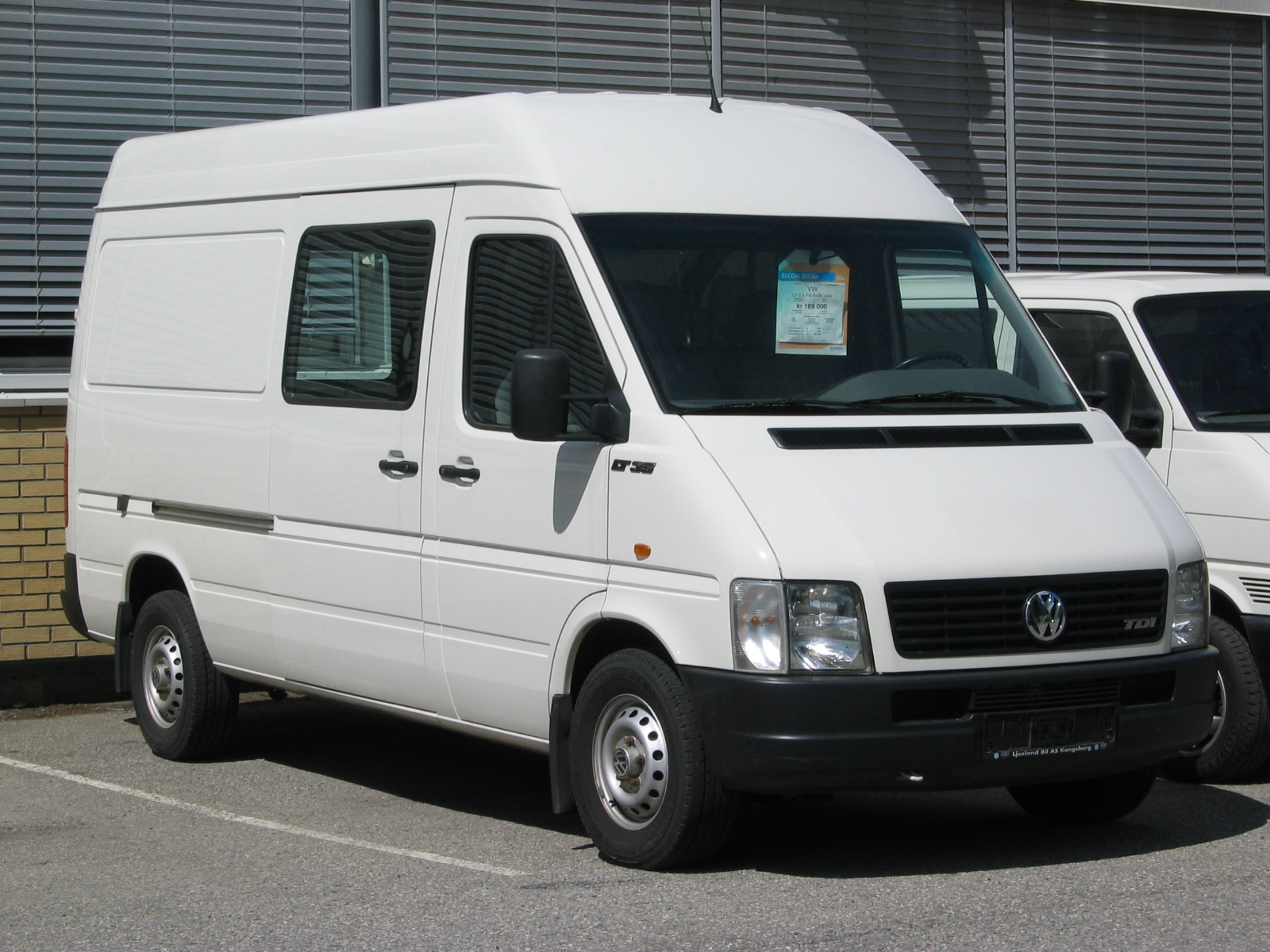
LT Mk2 1996—2005
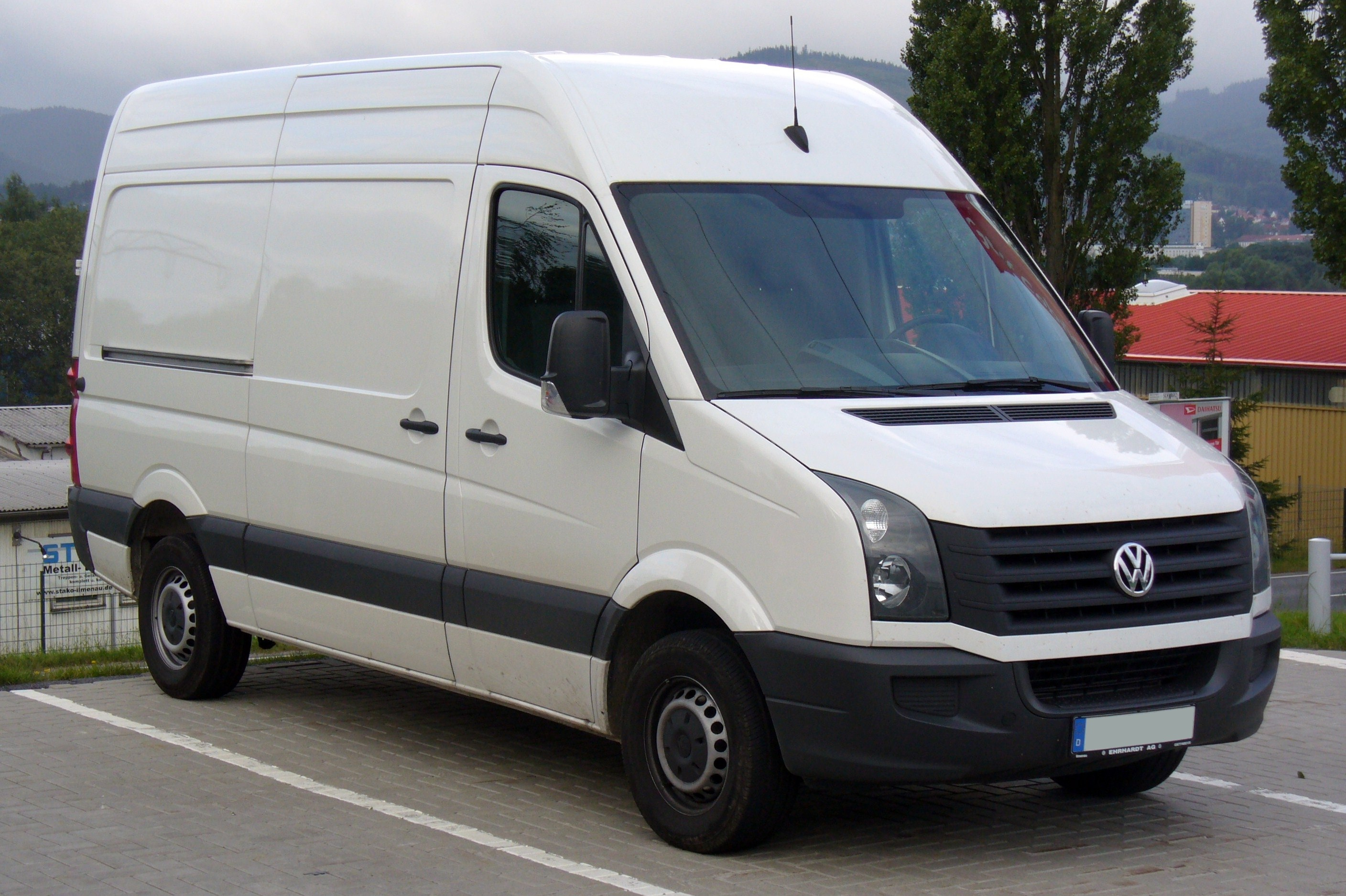
Crafter (LT3) 2006—2017